# Aristide Couteaux
Aristide Couteaux est un journaliste et homme politique français né le 17 décembre 1835 à Usson-du-Poitou (Vienne) et décédé le 27 juin 1906 à Paris. Il a laissé son nom à la recette du lièvre à la royale.

## Un chasseur aux idées progressistes
Rédacteur occasionnel à partir de 1864 pour Le Journal des chasseurs, Aristide Couteaux y présente en 1867 un « Projet de réforme de la loi de 1844 » qui propose de remplacer le permis de chasse par un impôt sur la poudre. Aussitôt repris dans Le Courrier de la Vienne, cet article lui vaut une réputation de démocrate au sein de son département. Il convainc Adolphe Thiers de se porter candidat d’opposition dans la troisième circonscription de la Vienne aux élections législatives des 23 et 24 mai 1869, puis participe, après l’échec de ce dernier, à la création du journal républicain Le National de la Vienne.
Après l’entrée en guerre contre la Prusse, Aristide Couteaux intègre le 30 août 1870 les « Éclaireurs à cheval de la Seine », corps d’élite créé par le commandant Léon Franchetti regroupant 112 volontaires – cavaliers aguerris – qui s’engagent à fournir leur équipement, leur monture et leurs armes, et à subvenir à tous leurs frais personnels pendant la durée de la guerre. Dans cet escadron placé sous les ordres immédiats de l’état-major général, il assure la protection rapprochée des généraux Trochu et Ducrot lors des différentes offensives lancées contre les Prussiens à l’automne 1870 en région parisienne.

## «Jacquillou, simple faiseur d’almanachs»
Démobilisé en janvier 1871, Aristide Couteaux regagne les terres familiales poitevines pour se consacrer à l’agriculture. Il contribue à la création du quotidien républicain L’Avenir de la Vienne, où paraît pendant près d’un an, du 14 septembre 1873 au 30 août 1874, sa chronique dominicale des « lettres d’un paysan » signée du pseudonyme de Jacquillou. Personnage inventé de toutes pièces par Aristide Couteaux, Maître Jacquillou est un vieux métayer qui, à force de travail, a pu acquérir quelques terres. Son ancien bailleur, grand propriétaire aux idées progressistes, ne s’est pas seulement préoccupé de sa formation agricole, il a aussi vaincu ses préjugés en matière politique. À son tour Jacquillou fait part de son expérience aux lecteurs ruraux de L’Avenir de la Vienne, en mêlant sur un ton bonhomme les digressions idéologiques aux conseils agricoles. Dans un département traditionnellement conservateur, cette formule de propagande fait mouche : fort du soutien de Jacquillou, le candidat républicain Alphonse Lepetit est élu député de la Vienne le 1er mars 1874. La même année, Léon Gambetta envoie Aristide Couteaux soutenir ses candidats lors d’élections partielles à Caen et à Angers. Les préceptes de Jacquillou sont repris à un niveau local sous forme d’almanachs de 1875 à 1880, et ses « lettres aux paysans » éditées à Paris par la Société d’instruction républicaine, entre 1877 et 1893, à 200.000 exemplaires en moyenne. Tout ce matériel de propagande a contribué au ralliement des masses paysannes à l’idéal républicain.

## Un sénateur agrarien et gastronome
Candidat malheureux aux élections cantonales d’octobre 1874, puis aux législatives de février 1876 et octobre 1877, Aristide Couteaux est finalement élu sénateur du département de la Vienne le 4 janvier 1891. En spécialiste des questions agricoles, il intervient le 20 novembre 1891 et le 26 février 1894 sur la question des tarifs de douane du blé, et participe à la Commission des finances de la session de 1894 comme rapporteur spécial pour les questions touchant à l’agriculture. D’un point de vue politique, sa carrière sénatoriale témoigne de son évolution vers le radicalisme. Siégeant d’abord avec Eugène Spuller à l’Union républicaine, il rejoint en 1893 le groupe de la Gauche démocratique de son ami Arthur Ranc. Réélu le 28 janvier 1900, il vote le 6 décembre 1905 pour la loi de séparation des Églises et de l’État.
L’œuvre principale du sénateur Couteaux reste cependant sa recette du lièvre à la royale, grâce à laquelle son nom est passé à la postérité. C’est dans l’une de ses chroniques « la vie à la campagne » du journal Le Temps qu’Aristide Couteaux révéla cette recette, le 28 novembre 1898. La tradition rapporte qu’un éphémère Groupe gastronomique fut créé ce jour-là au Sénat où le lièvre à la royale eut les honneurs de la première réunion. Redécouvert par Paul Bocuse, ‘le lièvre à la royale du sénateur Couteaux’ est aujourd’hui servi par le chef poitevin Joël Robuchon.

## Publications
- Droit populaire et droit divin, par A. Couteaux. Paris, Le Chevalier, 1872, 40 pp.
- Almanach de Jacquillou pour l’année 1875. Angoulême, Lugeol, (1874), 48 pp.
- De la loi sur la chasse. Ce qu’elle est, ce qu’elle devrait être. Par Jacquillou. Civray, Imp. Ernest Michaud, 1875, 16 pp.
- Almanach de Jacquillou pour l’année 1876. Angoulême, Lugeol, (1875), 60 pp.
- Les Traîtres, par Jacquillou. Réponse au pari de 25.000 francs contre 25.000 sous, proposé par M. Dugué de la Fauconnerie à tous les républicains de France. Bordeaux, Féret, 1876, 120 pp. (repris à Paris en 1877 par la Société du Patriote – Instruction républicaine n° 32, 15 pp.).
- Première lettre aux paysans, par Jacquillou. Paris, Société du Patriote – Instruction républicaine n° 33, (1877), 15 pp.
- Deuxième lettre aux paysans, par Jacquillou. Paris, Société du Patriote – Instruction républicaine n° 34, (1877), 30 pp.
- Note après plaidoirie par Aristide Couteaux, demandeur, contre Michaux, défenseur. Poitiers, Marcireau, (1878), 29 pp.
- Almanach de Jacquillou pour l’année 1879. Poitiers, Marcireau, (1878), 48 pp.
- Cinq lettres sur la crise agricole, par Jacquillou. Paris, Dubuisson, 1879, 31 pp.
- Almanach de Jacquillou pour l’année 1880. Poitiers, Marcireau, (1879), 48 pp.
- Lettre aux paysans, par Jacquillou. Paris, Imprimerie Nouvelle, (1881), 24 pp.
- La Compagnie du Gaz et la Ville de Paris, par A. Couteaux. Paris, Cusset, (1884), 36 pp.
- Lettres d’un vieux paysan républicain, par Jacquillou. N° 1. Paris, Pariset, 1885, 32 pp. N° 2 : La crise agricole Paris, Pariset, 1885, 64 pp.
- Lettres d’un paysan : le bilan de la République, par Jacquillou. Paris, Librairie Patriotique, 1885, 31 pp.
- Lettres d’un paysan : la politique coloniale. La Tunisie, le Tonkin, par Jacquillou. Paris, Robbe, 1885, 13 pp.
- Les monopoles industriels : les postes, le tabac, les chemins de fer, les compagnies parisiennes des omnibus et du gaz, par A. Couteaux. Paris, Pariset, 1886, 54 pp.
- Note sur le projet d’un chemin de fer à voie étroite, de Poitiers à Saint-Martin-L’Ars, présenté à MM. les conseillers généraux du département de la Vienne, par A. Couteaux. Paris, Chaix, 1887, 26 pp.
- Première lettre d’un paysan, par Jacquillou : avant le vote. Paris, Schiller, 1889, 15 pp.
- Deuxième lettre d’un paysan, par Jacquillou : les mécontents. Paris, Schiller, 1889, 15 pp.
- Troisième lettre d’un paysan, par Jacquillou : Après le vote : Carnot ou Boulanger ? Paris, Schiller, 1889, 15 pp.
- Discours sur les tarifs de douane prononcé au Sénat dans la séance du 20 novembre 1891, par M. A. Couteaux, sénateur de la Vienne. Poitiers, Millet et Pain, 1892, 28 pp.
- Chez les bêtes, souvenirs et réflexions d’un vieux chasseur, par A. Couteaux. Introduction par G. de Cherville. Paris, Deryfous, 1892, XVIII + 292 pp.
- Lettres d’un paysan : la République et les ralliés, par Jacquillou. Paris, Association nationale républicaine, 1893, 24 pp.
- Discours prononcé par M. Couteaux, sénateur de la Vienne. Séance du Sénat du 26 février 1894. Discussion du projet de loi relatif au droit de douane du blé. Paris, Imprimerie des Journaux officiels, 1894, 71 pp.
- Une campagne électorale. Lettres adressées à MM. les délégués sénatoriaux par M. A. Couteaux, sénateur de la Vienne. Poitiers, Bousrez, 1900, 61 pp.

## Sources
- « Aristide Couteaux », dans le Dictionnaire des parlementaires français (1889-1940), sous la direction de Jean Jolly, PUF, 1960 [détail de l’édition]
- Maurice Mathieu, Les Poitevins et la République (1870-1914). Thèse de doctorat d’État dirigé par Alain Corbin. Paris, Université de Paris I, 1990, 3 vol. XI + 990 pp.
- Henri Vignes, Aristide Couteaux (1835-1906) ou la République des paysans. Mémoire de maîtrise préparé sous la direction de Jean-Marie Mayeur. Paris, Université de Paris IV, 1990, 181 + 70 pp.